# Иссин-дзи
Иссин-дзи (яп. 一心寺, «храм единого сердца») — буддийский храм в Японии, в районе Тэннодзи города Осака. Принадлежит школе Дзёдо-сю (Буддизм Чистой Земли), один из старейших центров буддизма этой школы. С периода Мэйдзи здесь было размещено 13 буддийских статуй, в которых был помещён пепел десятков тысяч верующих школы. 21 апреля тут проводится ежегодная церемония кремации.

## История

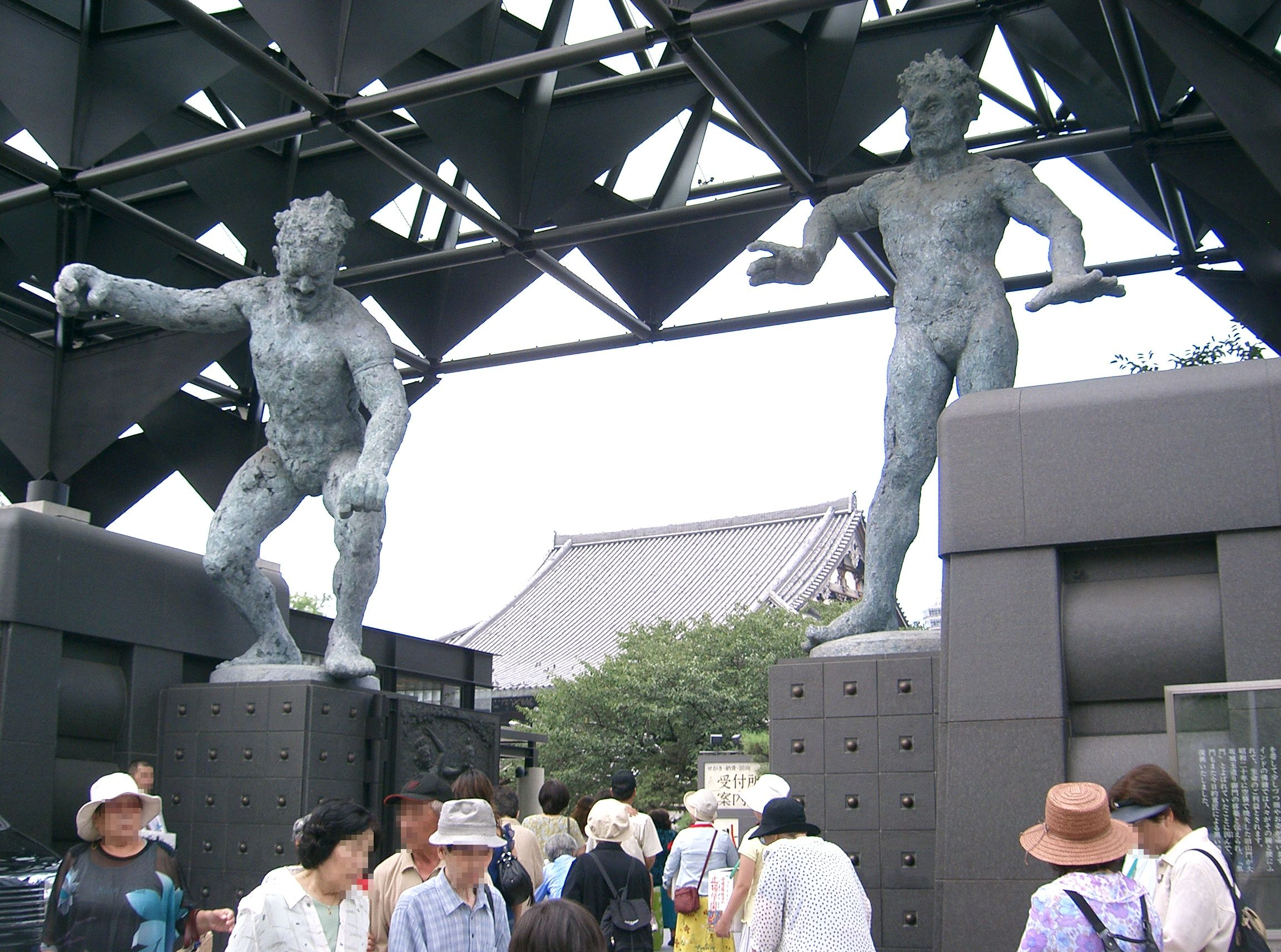
Ворота храма Иссин-дзи

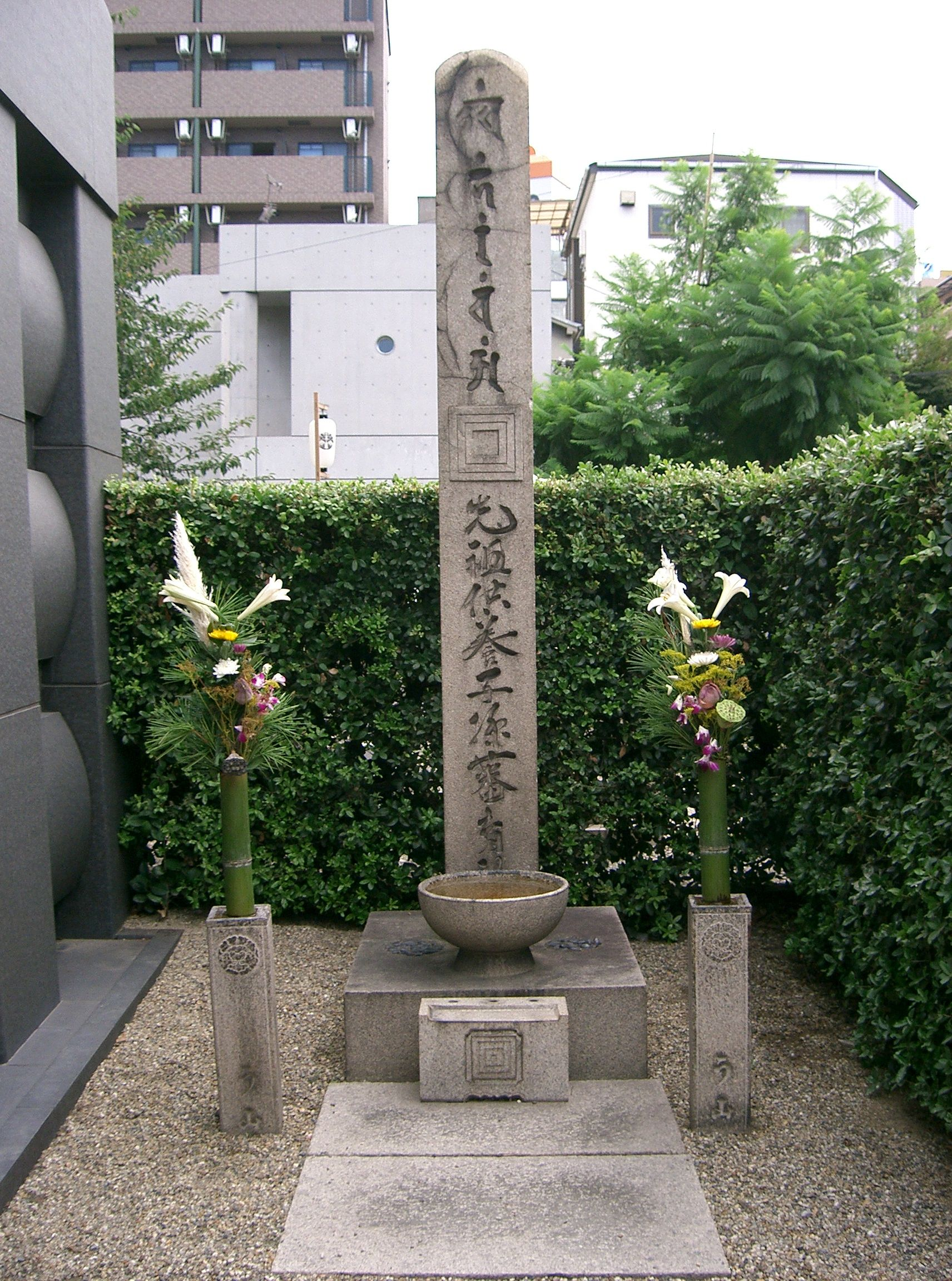
Могила актёра Итикава Дандзюро VIII

Считается, что храм был создан в 1185 году патриархом Хонэном. Сёгун Токугава Иэясу в 1614/15 годах осадил замок в Осаке (см. Осакская кампания) и обосновался вокруг. После победы он стал покровителем храма. В это время художник Кобори Энсю оборудовал чайный павильон ( Тясицу).  Здесь был похоронен в 1854 году знаменитый актёр Кабуки Итикава Дандзюро VIII, с этого времени в храме стали выставлять многочисленные  погребальные урны. В 1880 году количество урн уже превышало 50 тысяч, и по причине нехватки места в 1887 настоятель поручил скульпторам создать статуи Амитабха, используя пепел умерших, скреплённый смолой. Во время бомбёжек Второй мировой войны храм и шесть статуй были разрушены . После войны храмовый комплекс постепенно реконструировался.
В 1957 был восстановлен павильон Нокоцудо для хранения статуй. В 1966 году был реконструирован главный павильон Хондо, а в 1977 году павильон для гостей Ниссодэн. В 1992 был построен павильон Нэмбуцу-до. В 1997 году были построены ворота с двумя стражниками Конгорикиси.

## Окоцу Буцу
Окоцу Буцу okotsu butsu (яп. お骨佛) (буквально - 'кости Будды') - статуи из смолы - впервые появились около 1700 года, когда была построена четырёхметровая статуя  Кшитигарбха (Дзидзо) по указанию мастера Сингана (1647–1706) из молотых костей и пепла, статуя была посвящена храму Дайэн-дзи в Канадзава, где стоит и сейчас. Подобные скульптуры появились в храме Хонэн-дзи (яп. 法然寺) в Такамацу и в храме Сёдзёкэё-ин (яп. 清浄華院) в Киото.
Первые шесть скульптур храма Иссин-дзи были разрушены войной, но потом были построены ещё семь, все представляют собой будду Амиду (Амитабха).:
- No. 7 (1948), из фрагментов первых шести статуй, использует пепел 220,000 человек
- No. 8 (1957), использует пепел 160,000 человек
- No. 9 (1967), использует пепел 150,000 человек
- No. 10 (1977), использует пепел 127,619 человек
- No. 11 (1987), использует пепел 145,664 человек
- No. 12 (1997), использует пепел 150,726 человек
- No. 13 (2007), использует пепел 163,254 человек[9]